# Ahvenkoskenlahti
Ahvenkoskenlahti este o arie protejată (arie de protecție specială avifaunistică — SPA) din Finlanda întinsă pe o suprafață de 446 ha, integral pe uscat.

## Localizare
Centrul sitului Ahvenkoskenlahti este situat la coordonatele 60°28′27″N 26°27′09″E / 60.4742°N 26.4525°E.

## Înființare
Situl Ahvenkoskenlahti a fost declarat arie de protecție specială avifaunistică în august 1998 pentru a proteja 31 de specii de animale.

## Biodiversitate
Situată în ecoregiunea boreală, aria protejată nu include niciun habitat protejat.
La baza desemnării sitului se află mai multe specii protejate de  păsări (31): lăcar mare (Acrocephalus arundinaceus), pescăruș albastru (Alcedo atthis), stârc cenușiu (Ardea cinerea), rață-cu-cap-castaniu (Aythya ferina), rața moțată (Aythya fuligula), buhai de baltă (Botaurus stellaris), bătăuș (Calidris pugnax), mierla de apă (Cinclus cinclus), erete de stuf (Circus aeruginosus), Cygnus columbianus bewickii, lebădă de iarnă (Cygnus cygnus), șoim călător (Falco peregrinus), șoimul rândunelelor (Falco subbuteo), muscar (Ficedula parva), cufundar polar (Gavia arctica), cufundar mic (Gavia stellata), cocor (Grus grus), codalb (Haliaeetus albicilla), Hydrocoloeus minutus, pescăriță mare (Hydroprogne caspia), pescăruș râzător (Larus ridibundus), Mergellus albellus, vultur pescar (Pandion haliaetus), ciocănitoare verzuie (Picus canus), cresteț pestriț (Porzana porzana), Spatula clypeata, chiră de baltă (Sterna hirundo), corcodel mic (Tachybaptus ruficollis), fluierar negru (Tringa erythropus), fluierar de mlaștină (Tringa glareola), fluierarul cu picioare roșii (Tringa totanus).
Pe lângă speciile protejate, pe teritoriul sitului au mai fost identificate 10 specii de plante, 33 de specii de păsări, 1 specie de nevertebrate.